# Calamagrostis canadensis
Calamagrostis canadensis är en gräsart som först beskrevs av André Michaux, och fick sitt nu gällande namn av Ambroise Marie François Joseph Palisot de Beauvois. Calamagrostis canadensis ingår i släktet rör, och familjen gräs. Inga underarter finns listade i Catalogue of Life.
Arten är vanligt förekommande i Kanada och USA. Den växer i låglandet och i låga bergstrakter upp till 1100 meter över havet. Calamagrostis canadensis är vanligast på öppna ställen intill vägar, vattendrag, insjöar samt på skogsgläntor. Den växer även i tundran, i prärier och i öppna blandskogar. Gräset har lätt att etablera sig på områden som tillfälligt blev ödelagt.
På betesmarker kan beståndet minska starkt. Andra hot är inte kända. IUCN listar arten som livskraftig (LC).

## Bildgalleri

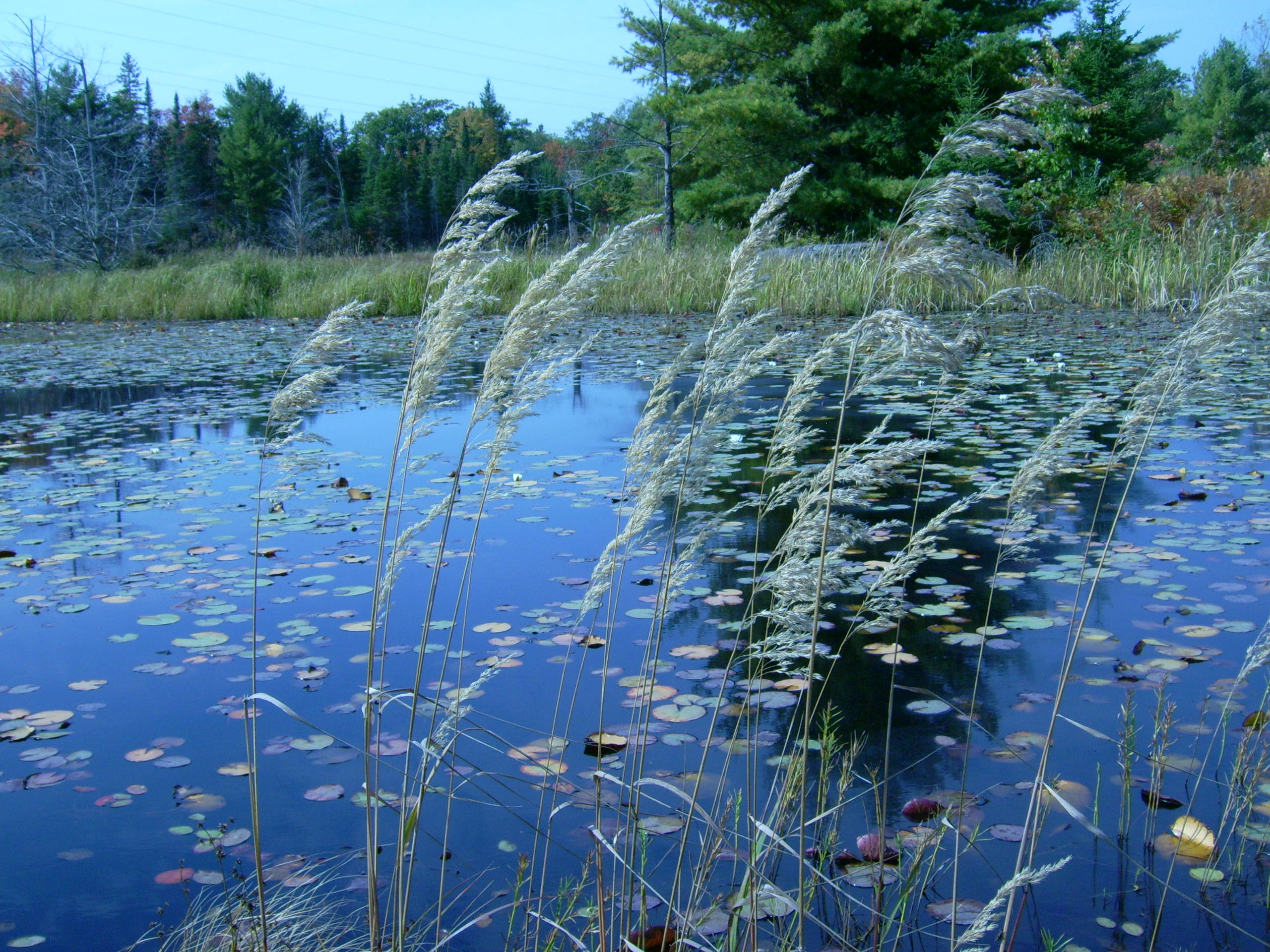
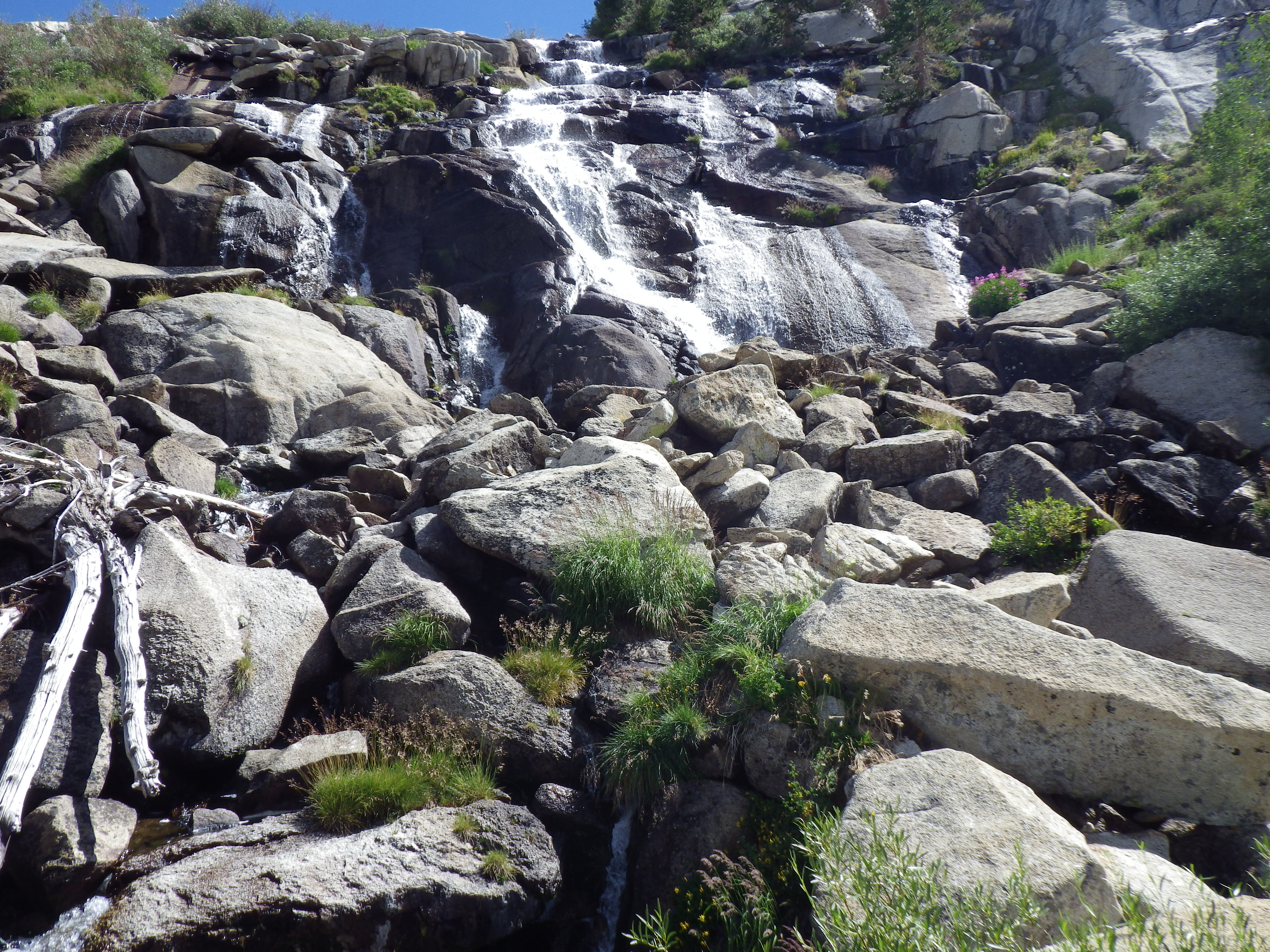